# Église Saint-Pierre-aux-Liens des Vans
L'église Saint-Pierre-aux-Liens est une église située aux Vans, en France.

## Localisation
L'église est située sur la commune des Vans, dans le département français de l'Ardèche.

## Protection
L'église Saint-Pierre-aux-Liens est inscrite au titre des monuments historiques en 1927.